# Аукруст, Улав
Улав Аукруст (норв. Olav Aukrust; 21 января 1883, Гудбраннсдален — 3 ноября 1929, там же) — норвежский поэт.

## Биография
Родился норвежской коммуне Лом губернии Оппланн, вырос в традиционной провинции Гудбраннсдален. Его родители Улав Улавсон Аукруст (1851—1931) и Мари Палсдаттер Андворд (1864—1936) были крестьянами в хозяйстве Нордгард Аукруст, в Бёвердал. Его брат Ларс Олсен Ауквирст работал местным учителем и чиновником. Его племянники — экономист Одд Аукруст (1915 −2008) и поэт, художник Кьелл Аукруст (1920—2002).
Работал преподавателем, с юности увлекался изучением местных диалектов, получил от правительства стипендию на проведение лингвистических исследований. Свои произведения писал на нюнорске, внеся значительный вклад в развитие языка. Главнейшее произведение Аукруста — поэма «Пирамида небес» (Himmelvarden, 1916).
В декабре 1921 года Улав вступил в Антропософское общество после поездки с женой Гудрун в Гётеанум, возвращаясь из Италии. Поэт болел туберкулёзом, который стал причиной его ранней смерти.
В 1952 году в Ломе поэтому установили бронзовую скульптуру работы Дире Ваа.